# ديون ماكغريغور
ديون ماكغريغور (بالإنجليزية: Dion McGregor)‏ هو كاتب أغاني أمريكي، ولد في 1922، وتوفي في 1994.

## وصلات خارجية
- ديون ماكغريغور على موقع ميوزك برينز (الإنجليزية)
- ديون ماكغريغور على موقع أول ميوزيك (الإنجليزية)
- ديون ماكغريغور على موقع ديسكوغز (الإنجليزية)